# Marvin Harrison
Pour les articles homonymes, voir Harrison.
Pro Football Hall of Fame 2016
(en) Statistiques sur pro-football-reference
Marvin Harrison est un joueur américain de football américain né le 25 août 1972 à Philadelphie en Pennsylvanie. Il joue au poste de wide receiver sous les couleurs des Colts d'Indianapolis pendant toute sa carrière professionnelle. Principal receveur de Peyton Manning, il est considéré comme l'un des meilleurs receveurs de l'histoire de la NFL. Introduit au Pro Football Hall of Fame en 2016, il a remporté un Super Bowl, l'édition XLI.

## Biographie

### Jeunesse
Marvin Harrison naît le 25 août 1972 à Philadelphie en Pennsylvanie. Alors qu'il n'a que deux ans, son père meurt de causes naturelles à l'âge de 22 ans,. Sa mère occupe deux emplois pour subvenir aux besoins de son fils. Elle dit de lui qu'il est un enfant précoce et obéissant à qui elle évite les dangers des rues des quartiers nord de Philadelphie. Le foyer, auquel s'est ajouté une sœur cadette, déménage à plusieurs reprises à la recherche d'un environnement sur jusqu'à s'installer à Roxborough (en),. Marvin Harrison y étudie dans un lycée catholique où il excelle au basket-ball et au football américain,. Il est nommé à trois reprises meilleur joueur de football américain de Philadelphie.

### Carrière universitaire
Marvin Harrison effectue sa carrière universitaire dans l'équipe de l'Orange de Syracuse. Titulaire dès le début de la saison 1994, il prouve ses qualités comme l'un des meilleurs receveurs de Kevin Mason, marquant sur de longues passes. Dans sa dernière saison, il forme un talentueux duo avec le quarterback Donovan McNabb. Lors du Gator Bowl 1996, devant  67 940 spectateurs, il contribue au large succès 41 à 0 de Syracuse avec sept réceptions pour un total de 173 yards et deux touchdowns de 38 et 56 yards.

### Carrière professionnelle
Lors d'un entraînement privé pour des recruteurs de NFL Marvin Harrison court un sprint de 40 yards entre 4 s 29 et 4 s 37, ce qui fait de lui le joueur le plus rapide de la draft,. Sélectionné par les Colts d'Indianapolis au premier tour de la draft 1996, en 19e position, il est attendu de lui qu'il aide la jeu à la passe de l'équipe de Jim Harbaugh.
L'attendu recrutement du jeune talentueux quarterback Peyton Manning influence la production de Marvin Harrison lors de la saison 1998. Si l'apprentissage est douloureux avec de nombreuses interceptions du prometteur passeur, Harrison arrive à marquer trois touchdowns lors d'une seule rencontre contre les 49ers de San Francisco.
Après la saison 1999, Marvin Harrison est considéré comme l'un des cinq meilleurs receveurs de la ligue. Le 10 janvier 2000, il fait la couverture d'ESPN The Magazine avec Isaac Bruce et Randy Moss.
À l'échauffement de la rencontre de barrages contre les Jets de New York en 2003, Harrison a une altercation avec un intendant des Jets qu'il attrape à la gorge et soulève du sol,. Si la victime ne porte pas plainte, l'incident est jugé comme « violent » par le responsable de la sécurité du stade.
En 2004, les Patriots de la Nouvelle-Angleterre réservent un traitement particulier pour Marvin Harrison en finale de conférence. Dans une version revisitée d'une défense Cover 2, Ty Law et Rodney Harrison le suivent tour à tour dans une prise à deux qui le limite à seulement 19 yards gagnés. Sans la contribution de leur principal menace dans le jeu de passes, les Colts ne trouvent pas de solution et s'inclinent sur le score de 14 à 24 aux portes du Super Bowl.
Lors de la saison 2005, il a marqué 12 touchdowns en 15 matchs disputés, son record est de 15 touchdowns en 2001 et 2004. En 2007, il est opéré successivement au poignet et au coude.
Marvin Harrison a remporté, pour sa première participation, le Super Bowl XLI le 4 février 2007 à Miami avec les Colts contre les Bears de Chicago (victoire 29 à 17).

### Fusillade et armes à feu
En avril 2008, Marvin Harrison est accusé par Dwight Dixon de lui avoir tiré dessus à plusieurs reprises avec une arme à feu,. Lorsque la police lui rend visite, l'ancien joueur porte une arme à sa cheville et possède une arme enregistrée similaire à celle utilisé pour viser Dixon. S'il avoue en être venu aux poings avec Dixon quelques minutes auparavant, Harrison réfute une quelconque participation à la fusillade. Le 6 janvier 2009, le procureur annonce de pas poursuivre l'ancien joueur de football américain. Nixon attaque Harrison au tribunal civil afin de demander des dommages à la suite de la fusillade. Le 21 juillet 2009, Dixon est visé par plusieurs balles alors qu'il est dans sa voiture. Si l'enquête se tourne vers le cousin de Marvin, Lonnie Harrison, les preuves sont insuffisantes pour l'inculper. Dwight Dixon meurt des suites de ses blessures le 4 septembre.

## Palmarès et records
Marvin Harrison joue toute sa carrière pour les Colts d'Indianapolis. Principal receveur de Peyton Manning pendant une décennie, il remporte le Super Bowl XLI avec les Colts. Désigné meilleur wide receiver des années 2000 par NFL Films, il se distingue par sa régularité au plus haut niveau et sa production pour les Colts.
En 1999, Harrison bat une première fois le record de yards à la réception sur une saison avec 1 663 yards. Trois saisons plus tard, il bat de nouveau ce record avec 1 722 yards lors d'une saison 2002 record. Ce receveur attrape 143 passes lancées par Peyton Manning pour battre le record de réceptions en une seule saison de vingt unités.
Sélectionné huit fois au Pro Bowl entre 1999 et 2006, Harrison est considéré comme l'un des meilleurs receveurs de l'histoire de la NFL. Avec 121 touchdowns inscrits, il est le 3e receveur de tous les temps en NFL. Ses 12 touchdowns lors de la saison 2005 est un record de touchdowns sur une saison.

## Statistiques
| Année              | Équipe               | MJ                 |       | Passes réceptionnées | Passes réceptionnées | Passes réceptionnées | Passes réceptionnées |       | Courses | Courses | Courses | Courses |  | Fumbles | Fumbles |
| Année              | Équipe               | MJ                 | Nb.   | Yards                | Moy.                 | TD                   | Nb.                  | Yards | Moy.    | TD      | Nb.     | Perdus  |  |         |         |
| 1996               | Colts d'Indianapolis | 16                 | 64    | 836                  | 13,1                 | 8                    | 3                    | 15    | 5       | 0       | 1       | 1       |  |         |         |
| 1997               | Colts d'Indianapolis | 16                 | 73    | 866                  | 11,9                 | 6                    | 2                    | -7    | -3,5    | 0       | 2       | 0       |  |         |         |
| 1998               | Colts d'Indianapolis | 12                 | 59    | 776                  | 13,2                 | 7                    | -                    | -     | -       | -       | 0       | 0       |  |         |         |
| 1999               | Colts d'Indianapolis | 16                 | 115   | 1 663                | 14,5                 | 12                   | 1                    | 4     | 4       | 0       | 2       | 1       |  |         |         |
| 2000               | Colts d'Indianapolis | 16                 | 102   | 1 413                | 13,9                 | 14                   | -                    | -     | -       | -       | 2       | 1       |  |         |         |
| 2001               | Colts d'Indianapolis | 16                 | 109   | 1 524                | 14                   | 15                   | 1                    | 3     | 3       | 0       | 0       | 0       |  |         |         |
| 2002               | Colts d'Indianapolis | 16                 | 143   | 1 722                | 12                   | 11                   | 2                    | 10    | 5       | 0       | 0       | 0       |  |         |         |
| 2003               | Colts d'Indianapolis | 15                 | 94    | 1 272                | 13,5                 | 10                   | 1                    | 3     | 3       | 0       | 2       | 2       |  |         |         |
| 2004               | Colts d'Indianapolis | 16                 | 86    | 1 113                | 12,9                 | 15                   | -                    | -     | -       | -       | 1       | 1       |  |         |         |
| 2005               | Colts d'Indianapolis | 15                 | 82    | 1 146                | 14                   | 12                   | -                    | -     | -       | -       | 0       | 0       |  |         |         |
| 2006               | Colts d'Indianapolis | 16                 | 95    | 1 366                | 14,4                 | 12                   | -                    | -     | -       | -       | 1       | 1       |  |         |         |
| 2007               | Colts d'Indianapolis | 5                  | 20    | 247                  | 12,4                 | 1                    | -                    | -     | -       | -       | 0       | 0       |  |         |         |
| 2008               | Colts d'Indianapolis | 15                 | 60    | 636                  | 10,6                 | 5                    | -                    | -     | -       | -       | 1       | 1       |  |         |         |
| Totaux en carrière | Totaux en carrière   | Totaux en carrière | 1 102 | 14 580               | 13,2                 | 128                  | 10                   | 28    | 2,8     | 0       | 12      | 8       |  |         |         |

| Année              | Équipe               | MJ                 |     | Passes réceptionnées | Passes réceptionnées | Passes réceptionnées | Passes réceptionnées |       | Courses | Courses | Courses | Courses |  | Fumbles | Fumbles |
| Année              | Équipe               | MJ                 | Nb. | Yards                | Moy.                 | TD                   | Nb.                  | Yards | Moy.    | TD      | Nb.     | Perdus  |  |         |         |
| 1996               | Colts d'Indianapolis | 1                  | 3   | 71                   | 23,7                 | 0                    | -                    | -     | -       | -       | 0       | 0       |  |         |         |
| 1999               | Colts d'Indianapolis | 1                  | 5   | 65                   | 13                   | 0                    | -                    | -     | -       | -       | 0       | 0       |  |         |         |
| 2000               | Colts d'Indianapolis | 1                  | 5   | 63                   | 12,6                 | 0                    | -                    | -     | -       | -       | 0       | 0       |  |         |         |
| 2002               | Colts d'Indianapolis | 1                  | 4   | 47                   | 11,8                 | 0                    | -                    | -     | -       | -       | 0       | 0       |  |         |         |
| 2003               | Colts d'Indianapolis | 3                  | 16  | 250                  | 15,6                 | 2                    | -                    | -     | -       | -       | 1       | 1       |  |         |         |
| 2004               | Colts d'Indianapolis | 2                  | 9   | 95                   | 10,6                 | 0                    | -                    | -     | -       | -       | 0       | 0       |  |         |         |
| 2005               | Colts d'Indianapolis | 1                  | 3   | 52                   | 17,3                 | 0                    | -                    | -     | -       | -       | 0       | 0       |  |         |         |
| 2006               | Colts d'Indianapolis | 4                  | 15  | 193                  | 12,9                 | 0                    | -                    | -     | -       | -       | 1       | 0       |  |         |         |
| 2007               | Colts d'Indianapolis | 1                  | 2   | 27                   | 13,5                 | 0                    | -                    | -     | -       | -       | 1       | 1       |  |         |         |
| 2008               | Colts d'Indianapolis | 1                  | 3   | 20                   | 6,7                  | 0                    | -                    | -     | -       | -       | 0       | 0       |  |         |         |
| Totaux en carrière | Totaux en carrière   | Totaux en carrière | 65  | 883                  | 13,6                 | 2                    | -                    | -     | -       | -       | 3       | 2       |  |         |         |

## Style de jeu et personnalité
Pendant toute sa carrière en National Football League, Marvin Harrison s'aligne à droite de l'attaque. Il arrive pourtant à dominer ses adversaires et obliger les entraîneurs défensifs adverses à adapter leur couverture pour le contrer. Ainsi, lors de la finale de la conférence AFC en 2006, Bill Belichick tourne la couverture vers Harrison, ce qui permet à Peyton Manning de battre les Patriots de la Nouvelle-Angleterre en utilisant les espaces créés de l'autre côté du terrain.
La qualité de ses courses pour se démarquer et sa capacité à changer de rythme de course ou encore à feinter les défenseurs avec sa tête en font l'un des meilleurs à son poste. Réputé pour sa durabilité, il ne manque que six rencontres lors de ses onze premières saisons en National Football League. Harrison est connu pour être l'un des plus précis et efficace receveur qui possède des mains rapides,.
Silencieux, timide, Marvin Harrison est une vedette dans l'ombre de Peyton Manning. Il n'aime pas être au centre de l'attention et se montrer ou parler devant une foule. Il célèbre calmement ses touchdown, généralement en donnant le ballon à l'arbitre. Aux Colts, le receveur a ses habitudes et routines. Il se place toujours dans le coin au fond en salle de réunion et sur le siège gauche de la rangée à côté de la sortie de secours dans l'avion. Avant chaque match, il ouvre une paire de nouveaux gants noirs et pose une serviette blanche au bout à droite du banc sur laquelle il s'assoit.
Fidèle à son cercle, il retourne à Philadelphie hebdomadairement pendant la saison pour voir ses amis et sa famille. Attaché à Philly, il y acquiert un garage pour 10 210 $ en 2003 puis un bar l'année suivante à proximité. Il agrandit son patrimoine à une vingtaine de propriétés dans le nord de la ville et aide la vie de son quartier.